# UPS航空6便墜落事故
UPS航空6便墜落事故（UPSこうくう6びんついらくじこ）とは、2010年9月3日 にアラブ首長国連邦・ドバイ発ドイツ・ケルン行きの貨物機で発生した機内火災により、全乗員2名が死亡した墜落事故である。これはUPS航空（ユナイテッド・パーセル・サービス傘下の貨物航空会社）にとって初の重大事故でもあり、コックピットの煙から機体を守る安全手順の再評価を促した。

## 概要

### 事故当日のUPS6便
- 機体: ボーイング747-44AF[4][5]
  - 機体記号: N571UP
  - 2007年就航。
  - 合計飛行時間: 9,977時間
  - ゼネラル・エレクトリック CF6-80C2B5FG01型エンジンを4発搭載[6]
  - 2010年に大規模な検査が行われる予定だった。
- 運航予定
  - 出発地: 香港特別行政区、香港チェクラップコク国際空港
  - 経由地: アラブ首長国連邦（UAE） / ドバイ、ドバイ国際空港
  - 目的地: ドイツ / ケルン、ケルン・ボン空港
- 乗務員
  - 機長: 48歳・男性（入社15年目）
  - 副操縦士: 38歳・男性（アメリカ海兵隊出身・入社4年目）

### 事故の経緯

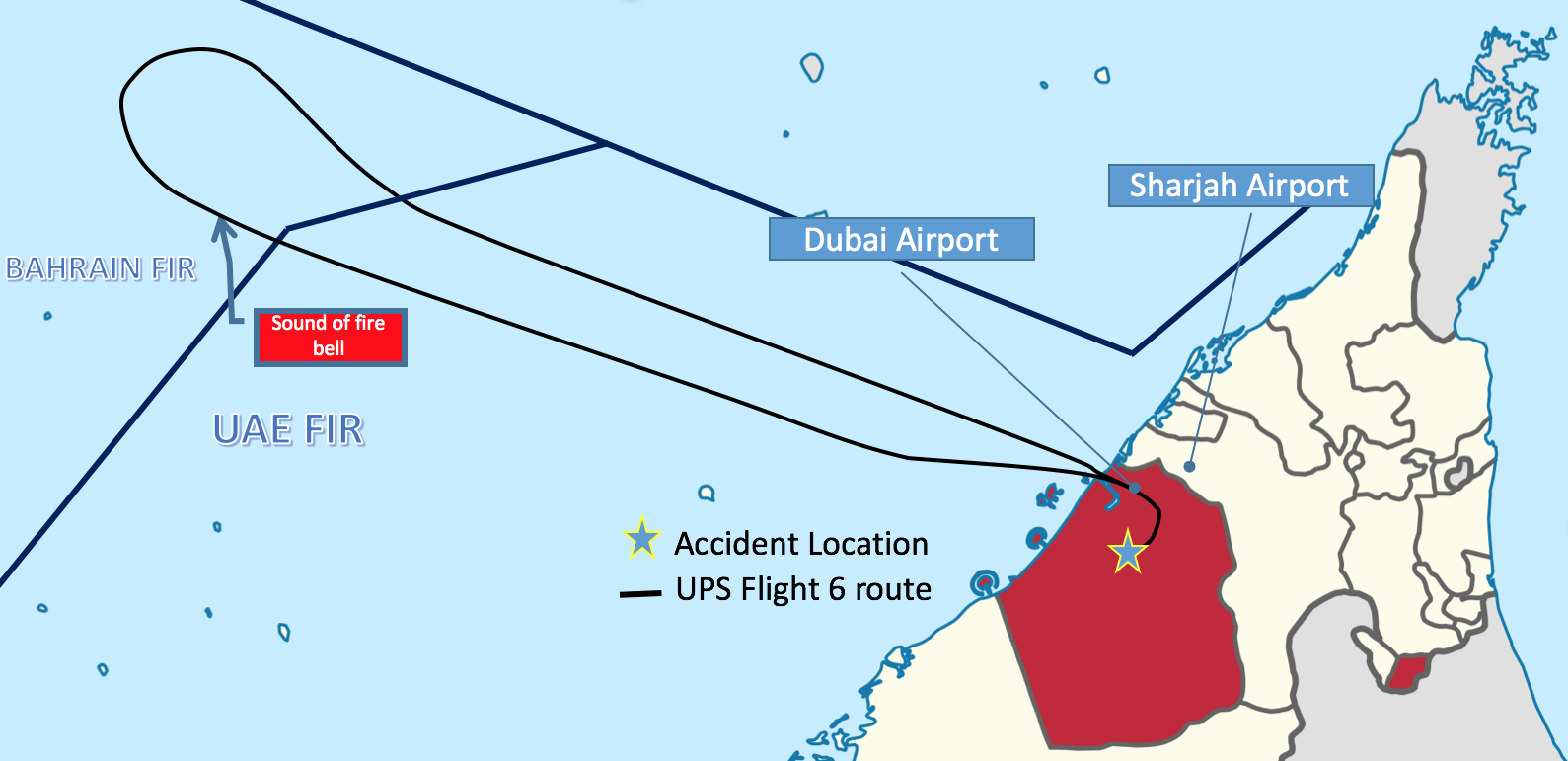
6便の飛行経路

2010年9月3日、UPS航空6便はUTC14時53分（現地時刻18時51分）にケルンに向けてドバイを離陸した。この日は副操縦士が操縦を担当し、機長は無線交信と計器監視を担当した。離陸後しばらくたって3つの空調装置のうち1つが停止したため副操縦士がリセットした。
15時15分、エンジン計器・乗員警告システム（EICAS）の「FIRE MAIN DK FWD（メインデッキ前方にて火災発生）」というメッセージが上部EICASディスプレイに表示され、ドバイの西北西120海里付近を飛行していた際にコックピット内の火災をパイロットが報告した。その後間もなく緊急事態が宣言された。パイロットは減圧を行ったが、すでに高度10,000フィート（約3,050メートル）まで降下していたため火は消えなかった。さらに空調装置を切ってしまったために、貨物室で発生した煙がコックピットに流れ込んだ。煙排出ハンドルも試したが効果はなかった。事故機のパイロットらはバーレーンの航空交通管制下にあり、コックピットの濃煙が通信パネルを不明瞭にしていたため直ぐにはドバイ管制に連絡できなかった。彼らは100海里先のカタールのドーハにダイバートするよう打診されたが、機長はドバイへ戻ることを決めた。濃煙はパイロットらに、バーレーン管制へ通信を中継するためにVHFを通じ付近の航空機と連絡させたが、副操縦士は煙で無線機が見えなかった。事故機からの中継通信に関わった航空機には、フライドバイが運航していた3機のB737-800と、ドバイ・ロイヤル・エア・ウィングが所有する王族専用機（B747-400、コールサイン：Dubai One、ドバイワン）が含まれた。
機長はオートパイロットを解除することを決めて手動で機体を飛行させたが、そうすると彼は昇降操作ができないことに気付いた。火の手は貨物室を覆っていた保護用の耐火性裏地を燃やして主要な飛行管理システムを破壊し、機体を機能不全にした。15時20分には機長の酸素マスクが故障し、彼は副操縦士に操縦を委ねた。機長は座席の後ろに収納されていた緊急予備酸素システムを取るため離席したが、それは猛烈な煙で機能しなくなっており、彼は意識を失いコックピットの床に倒れてしまった。火災はマスクへの酸素供給を断ち、操縦席に戻り機体を飛ばすための酸素が機長に残らない状態にしたと考えられた。副操縦士は空港の滑走路12Lに着陸するよう指示された。
滑走路へのアプローチには6便の高度は高過ぎ、着陸装置は展開されなかった。事故機は空港の上空を通過後に急旋回した。副操縦士はシャールジャ国際空港に向きを変えようと試みたが、知らずに誤った方向へ旋回したのである。その後間もなくの15時42分にレーダー通信は途絶えた。事故機は浅い角度かつ高速で幹線道路のE 611線とアル・アイン高速道路（Al Ain Highway）の間の無人地帯に墜落し、辛うじてドバイ・シリコン・オアシスには当たらなかった。最初に右主翼が地面に衝突し、燃え上がる機体が数メートル横滑りして爆発し副操縦士を即死させた。ほかの航空管制よりも多くの初段階の報告は、現地在住のエミレーツ航空のパイロットらから寄せられた。

## 事故調査
米国国家運輸安全委員会（NTSB）の支援を受け、UAEの総合民間航空局（GCAA）が事故の調査を開始した。バーレーン政府は独自の事故調査実施を決定したほか、UPS航空も自ら調査団を派遣した。フライトデータレコーダーとコックピットボイスレコーダーが現場から発見され、NTSBによる分析のためアメリカ本国へ送られた。
GCAAは2013年6月に最終調査報告書を発表し、81,000個以上のリチウムイオン二次電池とその他の可燃物を含んだ貨物パレットの内容物の発火点による火災が引き起こされたと指摘した。原因不明の空調パック1（air conditioning pack 1）の停止が、コックピットへの煙の侵入をもたらした。リチウムイオン二次電池は本来危険物で積載する際には申請をしなければならないが、この時は積載の申請はされていなかった。なお、減圧だけではなく消火装置を作動させても火災が消えなかった原因であるが、発火源がリチウムイオン二次電池だったため、飛行機に搭載されていたブロモトリフルオロメタン（ハロン1301）消火剤は適していなかったことが原因とされている。
調査はまた、火災発生時の事故機が機能不全になったことが、損害の重大性に寄与したことを明らかにした。

## 余波
2010年10月に連邦航空局（FAA）は、事故機の貨物に大量のリチウムイオン二次電池が含まれていたことを指摘した、運航会社向けの安全警告を発表した。また、旅客便貨物におけるリチウムイオン二次電池の持ち込み制限も発令した。事故機を製造したボーイング社は、操縦室での過剰な煙の蓄積を防ぐため、3つの空調システムのうち少なくとも1つは作動させたままにするようパイロットらに指示すべく、747-400F型機の火災チェックリストは修正されるべきだったと公表した。
この事故はコックピット内の煙の影響に関する懸念を再燃させ、民間航空機に防煙フードや空気注入式ビジョンユニットを導入すべきかどうかという問題が取り上げられた。墜落事故の前後にはNTSBがFAAに対し、貨物機の貨物室に自動消火システムの設置を命じるよう要請していた。UPS航空は、火災を発見した際に炎から酸素を奪うため、パイロットは貨物室を減圧し、少なくとも20,000フィート（6,100メートル）の高度まで上昇すべきというFAAの規定に従った。
UPS航空は最終報告書の公表前に安全対策を自主的に開始しており、コンテナの耐火性向上だけでなく、コックピットの酸素マスクを圧縮空気を利用して片手で装着可能なフルフェイスタイプに変更した。また、貨物機には煙の遮断とテロリスト侵入防止のために旅客機に装備されている客室と操縦室との間の鋼鉄製ドアはないことから、代替手段として煙がコックピット内に侵入した場合に計器類と視界を確保するためのエアバッグを設置した。
本件の発生から1年も経たない2011年7月には、同じくリチウムイオン二次電池を積んだアシアナ航空の貨物機が火災で墜落するなど、その後もリチウムイオン二次電池が原因の発火事故が相次いだことから、2016年1月1日発効のIATA危険物規則書57版にて、リチウムイオン二次電池・リチウムメタル電池の空輸に関する規定が改訂・厳格化され、規定に従わない電池の空輸を拒否することになった。また旅客便においても国際民間航空機関（ICAO）が、同年4月1日付で旅客機でのリチウムイオン二次電池の輸送を禁止した。2018年を目途に新たな国際輸送規格を策定する予定となっている。

## 映像化
- メーデー!:航空機事故の真実と真相 第13シーズン第4話「Fatal delivery」- フライドバイ751便（ドバイ発トルコ、イスタンブール、サビハ・ギョクチェン国際空港行）と政府専用機の747型機（ドバイ・ロイヤル・エア・ウイング所属）が中継機として登場する。